# Mrówczy Zamek
Mrówczy Zamek (kaszb. Mrowczé Zómk) – część wsi Kielno w Polsce położona w województwie pomorskim, w powiecie wejherowskim, w gminie Szemud na Pojezierzu Kaszubskim.
Do 26 września 1924 wieś Mrówczy Zamek nosiła nazwę: Ameisenhof. W latach 1975–1998 Mrówczy Zamek administracyjnie należał do województwa gdańskiego.